# Sneak Preview (Album)

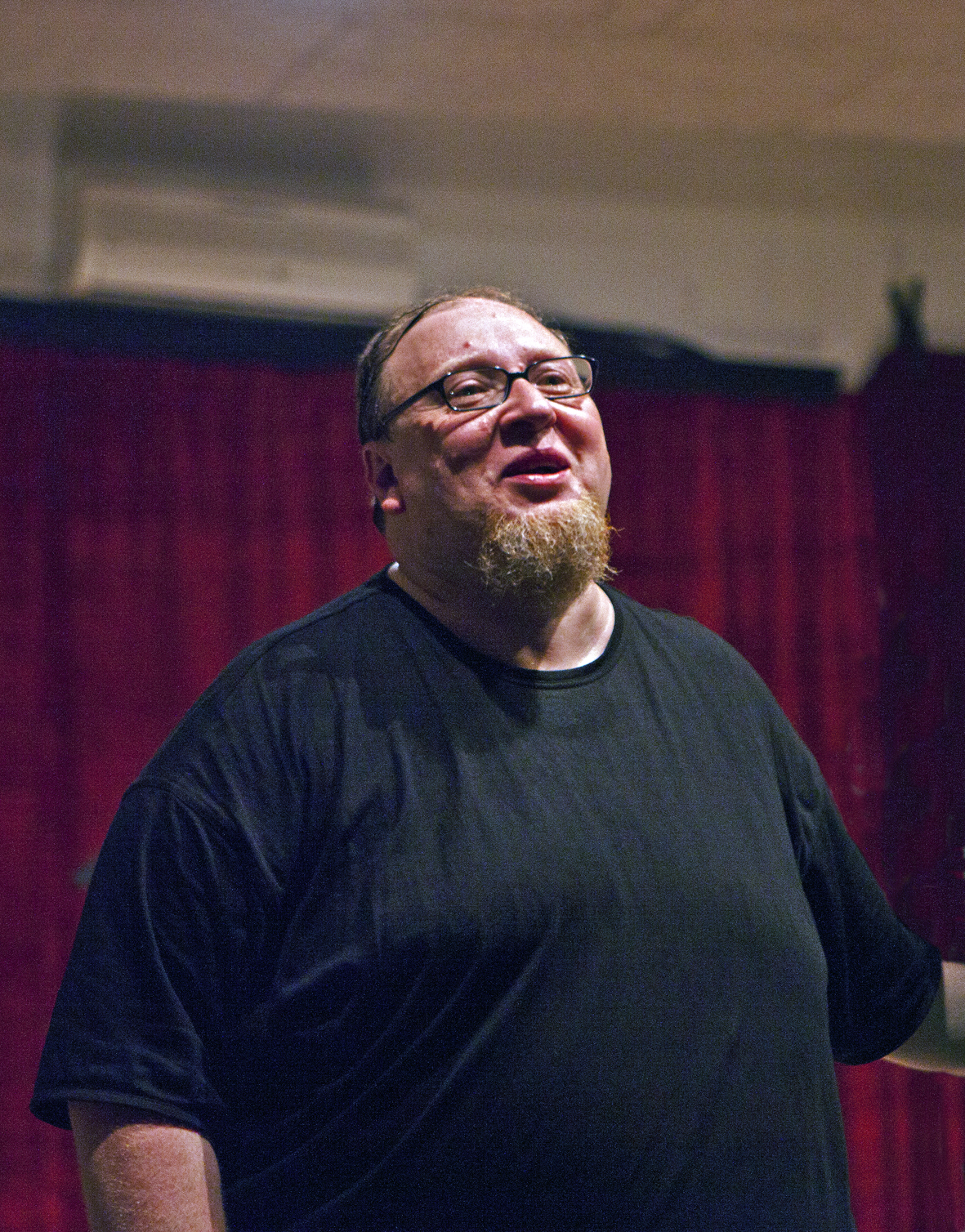
Simon Nabatov (2010)

Sneak Preview (dt. Überraschungspremiere) ist ein Jazzalbum des Simon Nabatov Trios mit dem Bassisten Mark Helias und dem Schlagzeuger Tom Rainey, das Wolfgang Stach am 20. und 21. Januar 1999 im Kölner Loft aufgenommen hatte und 2000 als Co-Produktion von Westdeutschem Rundfunk und der Kulturabteilung Bayer bei HatHut Records erschien.

## Musik des Albums
Das Trio des Pianisten Simon Nabatov mit Mark Helias und Tom Rainey bestand seit den frühen 1990er-Jahren; 1992 entstand in Köln das Enja-Album Tough Customer. Auf dem nächsten Album Sneak Preview, das mit mehreren Jahren Pause folgte, verarbeitete es Genre-überschreitend Einflüsse verschiedener musikalischer Formen, von improvisierter Musik bis zu Verweisen auf die Jazzgeschichte; Ulrich Kurth verweist in diesem Zusammenhang auf die Aneignung unterschiedlicher Stile durch Musiker und Komponisten wie Gustav Mahler, Arnold Schönberg, George Gershwin und Duke Ellington. Den ersten Titel des Albums, „For Steve“, in dem er melodische Einflüsse von Thelonious Monk verarbeitet, bevor das Trio zu freieren Spielformen wechselt, widmete Nabatov seinem musikalischen Partner Steve Lacy. Mit dem Stück „The Lake“ verarbeitete der Pianist auf impressionistische Weise Kindheitserinnerungen an die Ferien an einem See in Estland; Tom Rainey steuert dabei zarte Texturen mit den Becken bei, während Nabatov die abgeklärte Gelassenheit mit filigranen Blockakkorden und sich überschneidenden Linien betont.
Das Mark Helias gewidmete Titelstück „Sneak Preview“ hat einen kammermusikalischen Einschlag, der an das Modern Jazz Quartet erinnert. In „Happy Buckhi Break Tune“ mischt Nabatov kaleidoskopisch Swing, Gospel, Ragtime und Post-Bop. Während sein Spiel anfangs etwas an Keith Jarrett erinnert, zitiert er im weiteren Verlauf nach Breaks mehrmals kurz James P. Johnsons Stride-Piano, während sonst modernere Spielweisen vorherrschen.

## Titelliste
- Simon Nabatov Trio with Mark Helias & Tom Rainey: Sneak Preview (hatOLOGY 548[4])

1. For Steve  9:08
2. One-Track Mind  5:25
3. The Lake  6:20
4. Let’s Go Baby  7:19
5. Sneak Preview  7:02
6. Industrial Strength  9:41
7. Happy Buchki Break Tune  9:29

- Alle Kompositionen stammen von Simon Nabatov.

## Rezeption

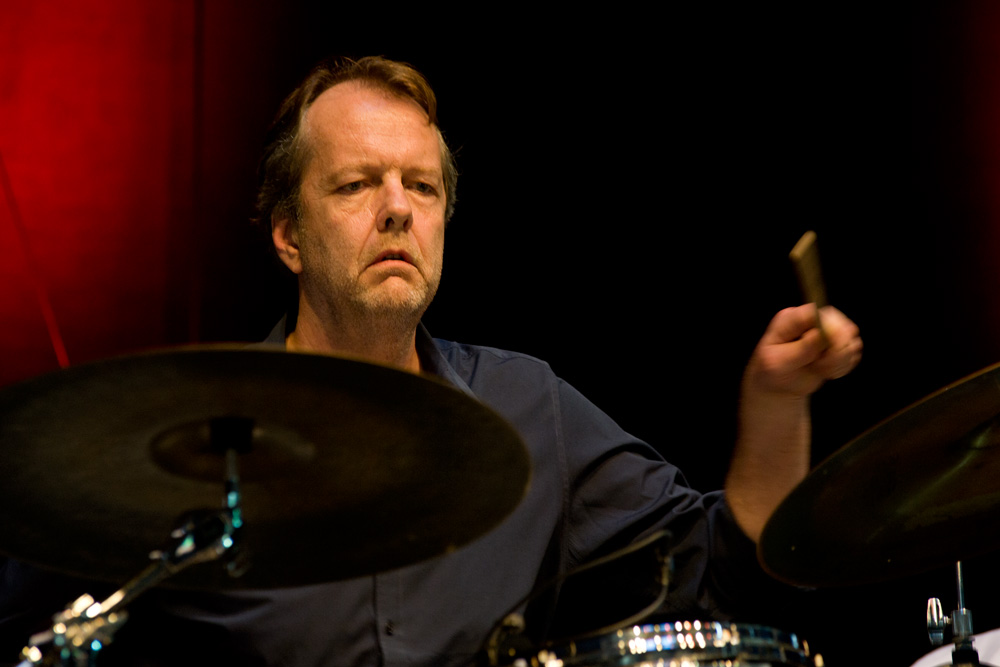
Tom Rainey, Moers Festival 2012

Steve Loewy verlieh dem Album im Allmusic vier (von fünf) Sternen und hob hervor, die sieben Stücke des Trios zeigten eine enzyklopädische Kenntnis und eine perfektionierte Spielweise, die von Hardbop bis zu klassischen Einflüssen Rückschlüsse zieht; „Nabatov führt das Trio durch seine detailreichen Kompositionen, die meist eine romantische Aura offenbaren.“ Tom Rainey sei kraftvoll, seine perkussiven Beitrage schieben und zerren, derweil Helias mächtig den Bass anschlägt. „Nabatov zeigt durchweg Brillanz, obwohl er manchmal dem Irrtum verfällt zu viele Noten zu spielen, ein leichtes Vergehen angesichts einer beachtlichen Fähigkeiten.“
Glenn Astarita schrieb in All About Jazz, Simon Nabatov belebe mit dieser ambitionierten Leistung das traditionelle Piano-Trio-Format. Mit der Rhythmusgruppe aus Mark Helias und Tom Rainey verfolge der gebürtige Este Monkische Akzente und rhythmische Strukturen in ungeraden Metren in dem komplexen Stück „For Steve“. Dabei zeige Nabatov Muskelkraft und Geläufigkeit, indem er die Band durch subtile Tempowechsel und eingängige Hooklines führt. Der Pianist sei dabei ein bisschen verspielt, da er Helias’ schräge Linien nachahme. Das Titelstück weist eine Swing-Groove im mittleren Tempo und Akkordprogressionen auf, die entfernt an traditionelle Kansas City R&B-Motive erinnern, erweitert um Bill-Evans-ähnliche Modern Jazz Piano Voicings. Nach Ansicht von Astarita weite die Musiker in Sneak Preview vertraute Konzepte aus, indem sie dem Hörer ermöglichen, einen atypischen oder neuartigen Ansatz in einer vielversprechenden Weise zu erfassen.
Bill Bennett lobte in JazzTimes, dass in Sneak Preview der Pianist Simon Nabotov demonstriert, warum sich sein Spiel so sympathisch zusammen mit dem von Steve Lacy bewährt hat: eine Vorliebe für nebeneinander stehende disparate musikalische Elemente, für Melodien, die durch die Changes klettern, oft einen Tritonus als Krücke verwendend. „Diese live mitgeschnittene Aufführung bringt Nabatov, den Komponisten, an die Spitze.“